# Промышленные железные дороги Греции

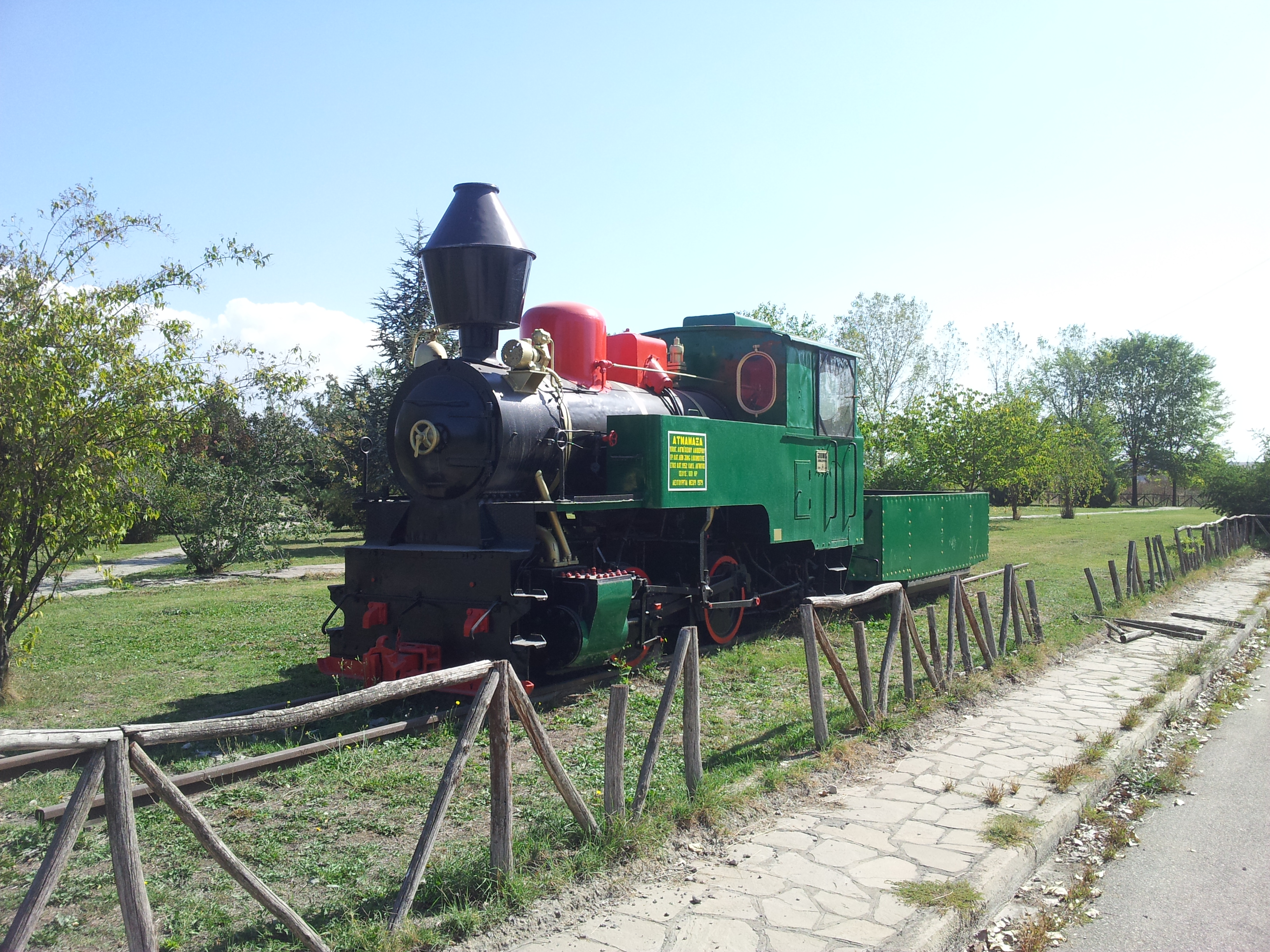
Локомотив на метровой колее железных дорог Государственной энергетической корпорации

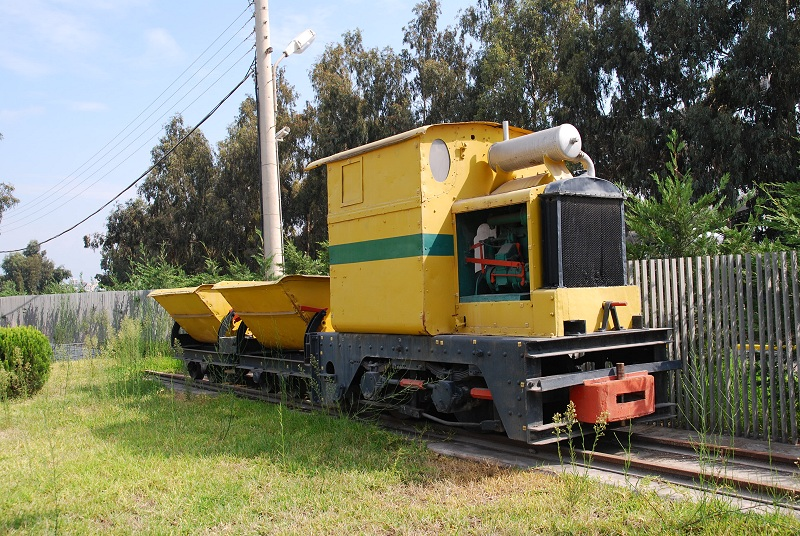
Шахтный электровоз на узкоколейной железной дороге

В Греции были построены сети промышленных железных дорог специально для нужд горнодобывающих и крупных перерабатывающих предприятий. Также на время строительства крупных цехов сооружались временные дороги. Построенные промышленные дороги имеют колею шириной 1000 мм (метровая колея) или 600 мм (узкоколейная железная дорога). В частности, эти дороги используются следующими предприятиями:
- Аливери: ТЭС «Аливери»[укр.], колея 1000 мм
- Птолемаис: ТЭЦ «Птолемаис» и ТЭС «Липтол», колея 900 мм
- Волос: цеха по производству кирпичей и черепицы «Цалапатас», колея 600 мм. Цеха в настоящее время являются промышленным музеем, среди экспонатов которого — паровоз Decauville и вагоны.
- Эретрия: шахты по добыче хрома, колея 600 мм, частично пересекается с Фессалийскими железными дорогами[англ.] в Ригионе.
- Лаврион: шахты, колея 1000 мм, соединяются с железной дорогой Афины — Лаврион[англ.], узкоколейной 600-мм дорогой и специальной 550-мм дорогой.
- Дионисос: компания по добыче мрамора English Marble Company, колея 600 мм и 1000 мм, соединяются с железной дорогой Лаврионская площадь — Строфили[англ.].
- Ларимна: никелевые рудники LARCO.
- Ираклион и Ксиропотамос (ныне район Ираклиона): строительство порта Ираклиона в 1922—1934 годах

## Железная дорога шахт и электростанции Аливери
Железнодорожная сеть электростанции Аливери использовалась для перевозки бурого угля с шахт на электростанцию у моря, использовавшую морскую воду для охлаждения. Сеть дорог с метровой колеёй построена в 1958 году Государственной энергетической корпорацией Греции на месте сети 600-мм дорог и позже расширялась, дойдя до суммарной протяжённости в 22 км. Бурый уголь вывозился из шахт, находившихся в глубине страны, к электростанции; также из зон добычи угля вывозился накапливавшийся порох. По дороге ездили пять паровозов Jung, которые в 1980-е годы были заменены дизельными локомотивами Nippon Saryo (4 штуки) и Diema (одна штука). Манёвровый локомотив производства Orenstein & Koppel 1958 года выпуска использовался для перевозки стальных стройматериалов. До 1988 года сеть регулярно работала, пока электростанция не перешла на более тяжёлое топливо и шахты не закрылись.
В зоне шахт бурый уголь перевозился составами с паровозами Decauville на 600-мм железной дороге. Позже она была электрифицирована, по ней затем ездили три локомотива типа AEG EL5 и три локомотива типа AEG EL6. В 1970-е годы тоннели были затоплены, а добыча угля пошла уже около поверхности. В настоящее время один из локомотивов Nippon Saryo используется в Велестино обществом EMOS, которое борется за защиту заброшенных участков Фессалийских железных дорог.

## Железная дорога Птолемаиса
Экономика Птолемаиса основана на добыче лигнитов. Крупнейшими производителями были AEVAL (удобрения), электростанции Государственной энергетической корпорации Греции и LIPTOL (выработка электроэнергии, производство сухого бурого угля в форме порошка и брикетов). Из Аминдеона была построена стандартная железная дорога, от которой шла ветка в Козани с крупной подветкой к ТЭЦ «Айос-Димитриос» и малыми подветками от станции Команос к другим электростанциям у Птолемаиса.
Помимо этого, использовалась специальная 900-мм железная шахтная дорога, соединявшая Северный и Западный участки добычи бурого угля и использовавшаяся для обеспечения нужд промышленных потребителей. Использовались 12 электрических локомотивов Bo-Bo (тип EL 4 немецкого производства) мощностью 760 кВт и четыре манёвровых локомотива типа B. После исчерпания запасов бурого угля дорогу закрыли, в настоящее время на новых участках работают системы ленточных конвейеров.